# Дом Майкапар
Дом Майкапар (Дом с атлантами, «Розовый торт») — доходный дом Рахили Майкапар на Лютеранской улице, 6 в Киеве. По мнению исследователей, здание — один из лучших образцов эклектической архитектуры в застройке города.
Приказом Министерства культуры и туризма Украины № 662/0/16-07 от 16 июня 2007 года здание занесено в учет памятников архитектуры (охранный номер 425-Кв).

## История
Дом построен около 1905 года, предположительно, по проекту архитектора Мартина Клуга. Вместе с четырехэтажным флигелем 1901 года, перпендикулярным к лицевому корпусу (архитектор Николай Вишневский), и шестиэтажным домом № 8 1910—1911 годов, расположенным в глубине двора (архитектор Федор Олтаржевский), входили в состав одной усадьбы, принадлежавшей киевской купчихе Рахили Майкапар.
Дом был значительно поврежден во время сентябрьского пожара 1941 года, вызванного взрывами в центре Киева. В 1950-х годах отстроен с перепланировкой.

## Архитектура
Основной корпус кирпичный, оштукатуренный. Здание имеет двухсекционную планировку. Декор фасада решен в эклектическом стиле с ренессансно-барочными чертами. Центральная и боковые оси выделены пристенными трехчетвертными коринфскими портиками на четвертом и пятом этажах.
Балконы внутри портиков фланкированы малыми колоннами. Портал центрального входа завершен волютами, помещенными в плоскую сложнопрофилированную нишу параболического абриса. Фигуры атлантов, кариатид и другие орнаментальные рельефы и детали скульптурного декора отличаются мастерством исполнения. Капители имеют оригинальную форму с мотивами фауны.

## Галерея
- Фасад
- Атлант
- Маскарон